# Llista d'espais naturals de les Illes Balears
Llista dels espais naturals protegits a les Illes Balears segons la Llei 5/2005, de 26 de maig, per a la conservació dels espais de rellevància ambiental.
Els espais naturals protegits es classifiquen en les següents figures en funció dels béns i valors que es volen protegir:
- Parc nacional
- Parc natural
- Paratge natural
- Reserva natural, que pot ser integral o especial
- Monument natural
- Paisatge protegit
- Lloc d'interès científic i microreserva

L'any 2009 hi havien 99.857 hectàrees d'espais protegits, corresponents a 74.256 hectàrees terrestres (un 15% del total) i 25.601 hectàrees marines, sent la superfície més gran destacada la del paratge natural de la Serra de Tramuntana.

## Eivissa
| Nom                                           | Protecció            | Conjunt protegit                                                          | Àrea (ha) | Localització                                                                                                   | Codi     | Imatge |
| --------------------------------------------- | -------------------- | ------------------------------------------------------------------------- | --------- | --- | -------- | --- |
| Es Vedrà, es Vedranell i els illots de Ponent | Reserva Natural 2005 | LIC i ZEPA Es Vedrà - Es Vedranell, LIC i ZEPA Illots de Ponent d'Eivissa | 216,71    | Sant Josep de sa Talaia Eivissa 38° 55′ 41″ N, 1° 12′ 15″ E / 38.927936°N,1.204165°E                           | ES530024 | {{ca\|Es Vedrà, es Vedranell i els illots de Ponent}} · {{WLE-AD-ES\|ES530024}} · {{Object location dec\|38.927936\|1.204165\|region:ES-IB_type:isle_dim:13800_source:cawiki}} · [[Categoria:Nature reserve Illots de Ponent]] |
| Ses Salines d'Eivissa i Formentera            | Parc Natural 2001    | LIC i ZEPA Ses Salines d'Eivissa i Formentera                             | 15.444,66 | Sant Josep de sa Talaia i Formentera Eivissa i Formentera 38° 49′ 23″ N, 1° 26′ 02″ E / 38.823187°N,1.433765°E | ES530021 | {{ca\|Ses Salines d'Eivissa i Formentera}} · {{WLE-AD-ES\|ES530021}} · {{Object location dec\|38.823187\|1.433765\|region:ES-IB_type:forest_dim:18000_source:cawiki}} · [[Categoria:Natural park of ses Salines]]              |
| Puig des Falcó                                | Reserva Natural 2001 | Parc Natural, LIC i ZEPA Ses Salines d'Eivissa i Formentera               |           | Sant Josep de sa Talaia Eivissa 38° 50′ 35″ N, 1° 22′ 34″ E / 38.843°N,1.376°E                                 | ES530019 | {{ca\|Puig des Falcó}} · {{WLE-AD-ES\|ES530019}} · {{Object location dec\|38.843\|1.376\|region:ES-IB_type:forest_dim:1800_source:cawiki}} · [[Categoria:Protected areas of the Balearic Islands]]                             |
| En Caragoler                                  | Reserva Natural 2001 | Parc Natural, LIC i ZEPA Ses Salines d'Eivissa i Formentera               |           | Sant Josep de sa Talaia Eivissa 38° 49′ 37″ N, 1° 24′ 27″ E / 38.8269°N,1.4075°E                               | ES530010 | {{ca\|En Caragoler}} · {{WLE-AD-ES\|ES530010}} · {{Object location dec\|38.8269\|1.4075\|region:ES-IB_type:isle_dim:109_source:cawiki}} · [[Categoria:Protected areas of the Balearic Islands]]                                |
| Es Daus                                       | Reserva Natural 2001 | Parc Natural Ses Salines d'Eivissa i Formentera                           |           | Eivissa 38° 53′ 25″ N, 1° 27′ 05″ E / 38.89035°N,1.45152°E                                                     | ES530011 | {{ca\|Es Daus}} · {{WLE-AD-ES\|ES530011}} · {{Object location dec\|38.89035\|1.45152\|region:ES-IB_type:isle_dim:600_source:cawiki}} · [[Categoria:Protected areas of the Balearic Islands]]                                   |
| es Penjats                                    | Reserva Natural 2001 | Parc Natural, LIC i ZEPA Ses Salines d'Eivissa i Formentera               | 11,06     | Sant Josep de sa Talaia Eivissa 38° 48′ 58″ N, 1° 24′ 38″ E / 38.816151°N,1.410693°E                           | ES530012 | {{ca\|es Penjats}} · {{WLE-AD-ES\|ES530012}} · {{Object location dec\|38.816151\|1.410693\|region:ES-IB_type:isle_dim:2000_source:cawiki}} · [[Categoria:Illa dels Penjats]]                                                   |
| Illes Negres                                  | Reserva Natural 2001 | Parc Natural, LIC i ZEPA Ses Salines d'Eivissa i Formentera               |           | Sant Josep de sa Talaia Eivissa 38° 48′ 54″ N, 1° 24′ 14″ E / 38.815080°N,1.403801°E                           | ES530016 | {{ca\|Illes Negres}} · {{WLE-AD-ES\|ES530016}} · {{Object location dec\|38.815080\|1.403801\|region:ES-IB_type:isle_dim:350_source:cawiki}} · [[Categoria:Protected areas of the Balearic Islands]]                            |
| L'Esponja                                     | Reserva Natural 2001 | Parc Natural Ses Salines d'Eivissa i Formentera                           |           | Eivissa 38° 52′ 26″ N, 1° 25′ 36″ E / 38.87381°N,1.42655°E                                                     | ES530017 | {{ca\|L'Esponja}} · {{WLE-AD-ES\|ES530017}} · {{Object location dec\|38.87381\|1.42655\|region:ES-IB_type:isle_dim:50_source:cawiki}} · [[Categoria:Protected areas of the Balearic Islands]]                                  |
| Malvins                                       | Reserva Natural 2001 | Parc Natural Ses Salines d'Eivissa i Formentera                           |           | Eivissa 38° 53′ 07″ N, 1° 26′ 07″ E / 38.885340°N,1.435247°E                                                   | ES530018 | {{ca\|Malvins}} · {{WLE-AD-ES\|ES530018}} · {{Object location dec\|38.885340\|1.435247\|region:ES-IB_type:isle_dim:600_source:cawiki}} · [[Categoria:Protected areas of the Balearic Islands]]                                 |

## Formentera
| Nom                        | Protecció            | Conjunt protegit                                            | Àrea (ha) | Localització                                                    | Codi     | Imatge |
| -------------------------- | -------------------- | ----------------------------------------------------------- | --------- | --------------------------------------------------------------- | -------- | --- |
| Casteví                    | Reserva Natural 2001 | Parc Natural, LIC i ZEPA Ses Salines d'Eivissa i Formentera | 1,41      | Formentera 38° 46′ 27″ N, 1° 25′ 01″ E / 38.774179°N,1.41696°E  | ES530014 | {{ca\|Casteví}} · {{WLE-AD-ES\|ES530014}} · {{Object location dec\|38.774179\|1.41696\|region:ES-IB_type:isle_dim:200_source:cawiki}} · [[Categoria:Protected areas of the Balearic Islands]]              |
| Illa des Porcs             | Reserva Natural 2001 | Parc Natural, LIC i ZEPA Ses Salines d'Eivissa i Formentera |           | Formentera 38° 47′ 56″ N, 1° 25′ 21″ E / 38.798940°N,1.422469°E | ES530015 | {{ca\|Illa des Porcs}} · {{WLE-AD-ES\|ES530015}} · {{Object location dec\|38.798940\|1.422469\|region:ES-IB_type:isle_dim:222_source:cawiki}} · [[Categoria:Protected areas of the Balearic Islands]]      |
| S'Espalmador               | Reserva Natural 2001 | Parc Natural, LIC i ZEPA Ses Salines d'Eivissa i Formentera | 50,35     | Formentera 38° 47′ 04″ N, 1° 25′ 40″ E / 38.784394°N,1.427812°E | ES530022 | {{ca\|S'Espalmador}} · {{WLE-AD-ES\|ES530022}} · {{Object location dec\|38.784394\|1.427812\|region:ES-IB_type:forest_dim:2600_source:cawiki}} · [[Categoria:S'Espalmador]]                                |
| S'Espardell i s'Espardelló | Reserva Natural 2001 | Parc Natural, LIC i ZEPA Ses Salines d'Eivissa i Formentera | 452,70    | Formentera 38° 48′ 10″ N, 1° 28′ 54″ E / 38.802897°N,1.481545°E | ES530023 | {{ca\|S'Espardell i s'Espardelló}} · {{WLE-AD-ES\|ES530023}} · {{Object location dec\|38.802897\|1.481545\|region:ES-IB_type:isle_dim:2400_source:cawiki}} · [[Categoria:S'Espardell]]                     |
| Can Marroig                | Reserva Natural 2001 | Parc Natural, LIC i ZEPA Ses Salines d'Eivissa i Formentera | 153,93    | Formentera 38° 43′ 21″ N, 1° 23′ 16″ E / 38.722609°N,1.387691°E | ES530009 | {{ca\|Can Marroig}} · {{WLE-AD-ES\|ES530009}} · {{Object location dec\|38.722609\|1.387691\|region:ES-IB_type:forest_dim:2200_source:cawiki}} · [[Categoria:Protected areas of the Balearic Islands]]      |
| Estany Pudent              | Reserva Natural 2001 | Parc Natural, LIC i ZEPA Ses Salines d'Eivissa i Formentera | 396,59    | Formentera 38° 43′ 38″ N, 1° 25′ 58″ E / 38.727299°N,1.432783°E | ES530013 | {{ca\|Estany Pudent}} · {{WLE-AD-ES\|ES530013}} · {{Object location dec\|38.727299\|1.432783\|region:ES-IB_type:waterbody_dim:2600_source:cawiki}} · [[Categoria:Protected areas of the Balearic Islands]] |
| Punta Prima                | Reserva Natural 2001 | Parc Natural, LIC i ZEPA Ses Salines d'Eivissa i Formentera |           | Formentera 38° 43′ 34″ N, 1° 28′ 15″ E / 38.7261°N,1.4709°E     | ES530020 | {{ca\|Punta Prima}} · {{WLE-AD-ES\|ES530020}} · {{Object location dec\|38.7261\|1.4709\|region:ES-IB_type:forest_dim:500_source:cawiki}} · [[Categoria:Protected areas of the Balearic Islands]]           |

## Mallorca
| Nom                                | Protecció                                                                       | Conjunt protegit                                                                                          | Àrea (ha) | Localització                                                                       | Codi     | Imatge |
| ---------------------------------- | ------------------------------------------------------------------------------- | --- | --------- | ---------------------------------------------------------------------------------- | -------- | --- |
| Arxipèlag de Cabrera               | Parc Nacional 1991                                                              | LIC i ZEPA Arxipèlag de Cabrera                                                                           | 10.021    | Palma Mallorca 39° 09′ 53″ N, 2° 56′ 24″ E / 39.164768°N,2.940075°E                | ES000009 | {{ca\|Parc Nacional Maritimoterrestre de l'Arxipèlag de Cabrera}} · {{WLE-AD-ES\|ES000009}} · {{Object location dec\|39.164768\|2.940075\|region:ES-IB_type:forest_dim:14000_source:cawiki}} · [[Categoria:Cabrera, Balearic Islands]] |
| Mondragó                           | Parc Natural 1992                                                               | LIC i ZEPA Mondragó                                                                                       | 755,45    | Santanyí Mallorca 39° 21′ 07″ N, 3° 10′ 28″ E / 39.351962°N,3.174395°E             | ES530002 | {{ca\|Mondragó}} · {{WLE-AD-ES\|ES530002}} · {{Object location dec\|39.351962\|3.174395\|region:ES-IB_type:forest_dim:3800_source:cawiki}} · [[Categoria:Parc natural de Mondragó]]                                                    |
| Península de Llevant               | Parc Natural 2001                                                               | LIC i ZEPA Muntanyes d'Artà                                                                               | 1.417,26  | Artà Mallorca 39° 44′ 39″ N, 3° 20′ 29″ E / 39.744187°N,3.341463°E                 | ES530008 | {{ca\|Península de Llevant}} · {{WLE-AD-ES\|ES530008}} · {{Object location dec\|39.744187\|3.341463\|region:ES-IB_type:forest_dim:6300_source:cawiki}} · [[Categoria:Parc natural de la península de Llevant]]                         |
| S'Albufera de Mallorca             | Parc Natural 1988                                                               | LIC i ZEPA Albufera de Mallorca                                                                           | 1.657,46  | Muro i sa Pobla Mallorca 39° 47′ 25″ N, 3° 05′ 42″ E / 39.790331°N,3.095034°E      | ES530001 | {{ca\|S'Albufera de Mallorca}} · {{WLE-AD-ES\|ES530001}} · {{Object location dec\|39.790331\|3.095034\|region:ES-IB_type:forest_dim:6500_source:cawiki}} · [[Categoria:S'Albufera de Mallorca]]                                        |
| Sa Dragonera                       | Parc Natural 1995                                                               | LIC i ZEPA sa Dragonera                                                                                   | 275,65    | Andratx Mallorca 39° 35′ 01″ N, 2° 19′ 06″ E / 39.583665°N,2.318275°E              | ES530003 | {{ca\|Sa Dragonera}} · {{WLE-AD-ES\|ES530003}} · {{Object location dec\|39.583665\|2.318275\|region:ES-IB_type:isle_dim:4400_source:cawiki}} · [[Categoria:Dragonera]]                                                                 |
| Cap des Freu                       | Reserva Natural 2001                                                            | LIC i ZEPA Muntanyes d'Artà                                                                               | 13,31     | Capdepera Mallorca 39° 44′ 36″ N, 3° 27′ 21″ E / 39.743356°N,3.455859°E            | ES530006 | {{ca\|Cap des Freu}} · {{WLE-AD-ES\|ES530006}} · {{Object location dec\|39.743356\|3.455859\|region:ES-IB_type:forest_dim:1000_source:cawiki}} · [[Categoria:Protected areas of the Balearic Islands]]                                 |
| Cap Ferrutx                        | Reserva Natural 2001                                                            | LIC i ZEPA Muntanyes d'Artà                                                                               | 253,47    | Artà Mallorca 39° 47′ 02″ N, 3° 20′ 43″ E / 39.783868°N,3.345145°E                 | ES530007 | {{ca\|Cap Ferrutx}} · {{WLE-AD-ES\|ES530007}} · {{Object location dec\|39.783868\|3.345145\|region:ES-IB_type:forest_dim:3900_source:cawiki}} · [[Categoria:Protected areas of the Balearic Islands]]                                  |
| S'Albufereta                       | Reserva Natural Especial 2005                                                   | LIC i ZEPA l'Albufereta                                                                                   | 212,83    | Alcúdia i Pollença Mallorca 39° 51′ 42″ N, 3° 05′ 17″ E / 39.861757°N,3.088079°E   | ES530033 | {{ca\|S'Albufereta}} · {{WLE-AD-ES\|ES530033}} · {{Object location dec\|39.861757\|3.088079\|region:ES-IB_type:forest_dim:3500_source:cawiki}} · [[Categoria:Protected areas of the Balearic Islands]]                                 |
| Torrent de Pareis                  | Monument Natural 2003                                                           | | 445,81    | Escorca Mallorca 39° 50′ 17″ N, 2° 49′ 42″ E / 39.838161°N,2.828379°E              | ES530027 | {{ca\|Torrent de Pareis}} · {{WLE-AD-ES\|ES530027}} · {{Object location dec\|39.838161\|2.828379\|region:ES-IB_type:forest_dim:5100_source:cawiki}} · [[Categoria:Torrent de Pareis]]                                                  |
| Ses Fonts Ufanes                   | Monument Natural 2001                                                           | Paratge Natural de la Serra de Tramuntana                                                                 | 50,21     | Campanet Mallorca 39° 48′ 15″ N, 2° 57′ 52″ E / 39.804052°N,2.96437°E              | ES530005 | {{ca\|Ses Fonts Ufanes}} · {{WLE-AD-ES\|ES530005}} · {{Object location dec\|39.804052\|2.96437\|region:ES-IB_type:forest_dim:1100_source:cawiki}} · [[Categoria:Ses Fonts Ufanes]]                                                     |
| Ses Fonts Ufanes (font)            | Lloc d'Interès Científic 2007                                                   | Paratge Natural de la Serra de Tramuntana                                                                 |           | Campanet Mallorca 39° 48′ 09″ N, 2° 57′ 50″ E / 39.80245°N,2.963995°E              | ES530080 | {{ca\|Ses Fonts Ufanes}} · {{WLE-AD-ES\|ES530080}} · {{Object location dec\|39.80245\|2.963995\|region:ES-IB_type:landmark_source:cawiki}} · [[Categoria:Ses Fonts Ufanes]]                                                            |
| Serra de Tramuntana                | Paratge Natural, reserves naturals integrals i reserves naturals especials 2007 | | 63.084    | Mallorca 39° 46′ 32″ N, 2° 46′ 52″ E / 39.775584°N,2.78103°E                       | ES530036 | {{ca\|Serra de Tramuntana}} · {{WLE-AD-ES\|ES530036}} · {{Object location dec\|39.775584\|2.78103\|region:ES-IB_type:forest_dim:95000_source:cawiki}} · [[Categoria:Serra de Tramuntana]]                                              |
| Avenc de Femenia                   | Lloc d'Interès Científic 2007                                                   | Paratge Natural de la Serra de Tramuntana, LIC Costa Brava de Tramuntana, ZEPA Costa Brava de Mallorca    |           | Escorca Mallorca 39° 52′ 13″ N, 2° 53′ 34″ E / 39.870395°N,2.892883°E              | ES530060 | {{ca\|Avenc de Femenia}} · {{WLE-AD-ES\|ES530060}} · {{Object location dec\|39.870395\|2.892883\|region:ES-IB_type:landmark_source:cawiki}} · [[Categoria:Protected areas of the Balearic Islands]]                                    |
| Avenc de Fra Rafel                 | Lloc d'Interès Científic 2007                                                   | Paratge Natural de la Serra de Tramuntana, LIC Mossa                                                      |           | Escorca Mallorca 39° 50′ 24″ N, 2° 53′ 09″ E / 39.839985°N,2.885811°E              | ES530052 | {{ca\|Avenc de Fra Rafel}} · {{WLE-AD-ES\|ES530052}} · {{Object location dec\|39.839985\|2.885811\|region:ES-IB_type:landmark_source:cawiki}} · [[Categoria:Protected areas of the Balearic Islands]]                                  |
| Avenc de l'Anfora                  | Lloc d'Interès Científic 2007                                                   | Paratge Natural de la Serra de Tramuntana, LIC Costa Brava de Tramuntana, ZEPA Costa Brava de Mallorca    |           | Pollença Mallorca 39° 56′ 57″ N, 3° 12′ 13″ E / 39.94907°N,3.203671°E              | ES530067 | {{ca\|Avenc de l'Anfora}} · {{WLE-AD-ES\|ES530067}} · {{Object location dec\|39.94907\|3.203671\|region:ES-IB_type:landmark_source:cawiki}} · [[Categoria:Protected areas of the Balearic Islands]]                                    |
| Avenc de sa Mitjania               | Lloc d'Interès Científic 2007                                                   | Paratge Natural de la Serra de Tramuntana, LIC Bàlitx                                                     |           | Escorca Mallorca 39° 49′ 36″ N, 2° 47′ 20″ E / 39.826769°N,2.788909°E              | ES530058 | {{ca\|Avenc de sa Mitjania}} · {{WLE-AD-ES\|ES530058}} · {{Object location dec\|39.826769\|2.788909\|region:ES-IB_type:landmark_source:cawiki}} · [[Categoria:Protected areas of the Balearic Islands]]                                |
| Avenc de s'Aigua                   | Lloc d'Interès Científic 2007                                                   | Paratge Natural de la Serra de Tramuntana, LIC Costa Brava de Tramuntana, ZEPA Costa Brava de Mallorca    |           | Escorca Mallorca 39° 52′ 46″ N, 2° 55′ 25″ E / 39.879396°N,2.923705°E              | ES530056 | {{ca\|Avenc de s'Aigua}} · {{WLE-AD-ES\|ES530056}} · {{Object location dec\|39.879396\|2.923705\|region:ES-IB_type:landmark_source:cawiki}} · [[Categoria:Protected areas of the Balearic Islands]]                                    |
| Avenc de Son Pou                   | Lloc d'Interès Científic 2007                                                   | Paratge Natural de la Serra de Tramuntana, LIC Avenc de Son Pou, ZEPA Puig Gros                           |           | Santa Maria del Camí Mallorca 39° 42′ 50″ N, 2° 45′ 11″ E / 39.71379°N,2.753132°E  | ES530044 | {{ca\|Avenc de Son Pou}} · {{WLE-AD-ES\|ES530044}} · {{Object location dec\|39.71379\|2.753132\|region:ES-IB_type:landmark_source:cawiki}} · [[Categoria:Avenc de Son Pou]]                                                            |
| Avenc del Silenci                  | Lloc d'Interès Científic 2007                                                   | Paratge Natural de la Serra de Tramuntana, LIC i ZEPA Cimals de la Serra                                  |           | Escorca Mallorca 39° 46′ 46″ N, 2° 49′ 33″ E / 39.779479°N,2.825814°E              | ES530065 | {{ca\|Avenc del Silenci}} · {{WLE-AD-ES\|ES530065}} · {{Object location dec\|39.779479\|2.825814\|region:ES-IB_type:landmark_source:cawiki}} · [[Categoria:Protected areas of the Balearic Islands]]                                   |
| Avenc dels Silos                   | Lloc d'Interès Científic 2007                                                   | Paratge Natural de la Serra de Tramuntana, LIC Costa Brava de Tramuntana, ZEPA Costa Brava de Mallorca    |           | Pollença Mallorca 39° 56′ 58″ N, 3° 12′ 01″ E / 39.949326°N,3.200148°E             | ES530068 | {{ca\|Avenc dels Silos}} · {{WLE-AD-ES\|ES530068}} · {{Object location dec\|39.949326\|3.200148\|region:ES-IB_type:landmark_source:cawiki}} · [[Categoria:Protected areas of the Balearic Islands]]                                    |
| Avenc des Gel                      | Lloc d'Interès Científic 2007                                                   | Paratge Natural de la Serra de Tramuntana, LIC i ZEPA Cimals de la Serra                                  |           | Escorca Mallorca 39° 48′ 20″ N, 2° 50′ 41″ E / 39.80567°N,2.844669°E               | ES530054 | {{ca\|Avenc des Gel}} · {{WLE-AD-ES\|ES530054}} · {{Object location dec\|39.80567\|2.844669\|region:ES-IB_type:landmark_source:cawiki}} · [[Categoria:Protected areas of the Balearic Islands]]                                        |
| Avenc des Gorg Blau                | Lloc d'Interès Científic 2007                                                   | Paratge Natural de la Serra de Tramuntana, LIC i ZEPA Cimals de la Serra                                  |           | Fornalutx Mallorca 39° 48′ 14″ N, 2° 45′ 59″ E / 39.803949°N,2.766326°E            | ES530069 | {{ca\|Avenc des Gorg Blau}} · {{WLE-AD-ES\|ES530069}} · {{Object location dec\|39.803949\|2.766326\|region:ES-IB_type:landmark_source:cawiki}} · [[Categoria:Protected areas of the Balearic Islands]]                                 |
| Avenc des Llorer                   | Lloc d'Interès Científic 2007                                                   | Reserva natural especial Serra de Tramuntana, LIC Costa Brava de Tramuntana, ZEPA Costa Brava de Mallorca |           | Escorca Mallorca 39° 52′ 50″ N, 2° 55′ 17″ E / 39.880669°N,2.921355°E              | ES530057 | {{ca\|Avenc des Llorer}} · {{WLE-AD-ES\|ES530057}} · {{Object location dec\|39.880669\|2.921355\|region:ES-IB_type:landmark_source:cawiki}} · [[Categoria:Protected areas of the Balearic Islands]]                                    |
| Avenc des Puig Caragoler           | Lloc d'Interès Científic 2007                                                   | Paratge Natural de la Serra de Tramuntana, LIC Costa Brava de Tramuntana, ZEPA Costa Brava de Mallorca    |           | Escorca Mallorca 39° 52′ 06″ N, 2° 53′ 30″ E / 39.868417°N,2.891559°E              | ES530061 | {{ca\|Avenc des Puig Caragoler}} · {{WLE-AD-ES\|ES530061}} · {{Object location dec\|39.868417\|2.891559\|region:ES-IB_type:landmark_source:cawiki}} · [[Categoria:Protected areas of the Balearic Islands]]                            |
| Avenc des Tossals                  | Lloc d'Interès Científic 2007                                                   | Paratge Natural de la Serra de Tramuntana, LIC i ZEPA Cimals de la Serra                                  |           | Escorca Mallorca 39° 46′ 48″ N, 2° 49′ 23″ E / 39.779863°N,2.822992°E              | ES530064 | {{ca\|Avenc des Tossals}} · {{WLE-AD-ES\|ES530064}} · {{Object location dec\|39.779863\|2.822992\|region:ES-IB_type:landmark_source:cawiki}} · [[Categoria:Protected areas of the Balearic Islands]]                                   |
| Clot d'Almadrà                     | Lloc d'Interès Científic 2007                                                   | Paratge Natural de la Serra de Tramuntana, ZEPA d'Alfàbia a Biniarroi                                     |           | Alaró Mallorca 39° 45′ 22″ N, 2° 49′ 45″ E / 39.756085°N,2.82914°E                 | ES530079 | {{ca\|Clot d'Almadrà}} · {{WLE-AD-ES\|ES530079}} · {{Object location dec\|39.756085\|2.82914\|region:ES-IB_type:landmark_source:cawiki}} · [[Categoria:Protected areas of the Balearic Islands]]                                       |
| Cova Argentera                     | Lloc d'Interès Científic 2007                                                   | Paratge Natural de la Serra de Tramuntana                                                                 |           | Pollença Mallorca 39° 53′ 03″ N, 2° 56′ 27″ E / 39.884234°N,2.940817°E             | ES530059 | {{ca\|Cova Argentera}} · {{WLE-AD-ES\|ES530059}} · {{Object location dec\|39.884234\|2.940817\|region:ES-IB_type:landmark_source:cawiki}} · [[Categoria:Protected areas of the Balearic Islands]]                                      |
| Cova de Cal Pesso                  | Lloc d'Interès Científic 2007                                                   | Paratge Natural de la Serra de Tramuntana, LIC Cova de cal Pesso, ZEPA Costa Brava de Mallorca            |           | Pollença Mallorca 39° 54′ 56″ N, 3° 04′ 31″ E / 39.915497°N,3.07527°E              | ES530045 | {{ca\|Cova de Cal Pesso}} · {{WLE-AD-ES\|ES530045}} · {{Object location dec\|39.915497\|3.07527\|region:ES-IB_type:landmark_source:cawiki}} · [[Categoria:Protected areas of the Balearic Islands]]                                    |
| Cova de Can Millo o de Coa Negrina | Lloc d'Interès Científic 2007                                                   | Paratge Natural de la Serra de Tramuntana, LIC Cova de can Millo, ZEPA Puig Gros                          |           | Santa Maria del Camí Mallorca 39° 42′ 19″ N, 2° 44′ 59″ E / 39.705264°N,2.749621°E | ES530043 | {{ca\|Cova de Can Millo o de Coa Negrina}} · {{WLE-AD-ES\|ES530043}} · {{Object location dec\|39.705264\|2.749621\|region:ES-IB_type:landmark_source:cawiki}} · [[Categoria:Avenc de Ca sa Coanegrina]]                                |
| Cova de Can Sion                   | Lloc d'Interès Científic 2007                                                   | Paratge Natural de la Serra de Tramuntana, LIC Cova de can Sion                                           |           | Pollença Mallorca 39° 50′ 14″ N, 2° 59′ 45″ E / 39.837325°N,2.995793°E             | ES530040 | {{ca\|Cova de Can Sion}} · {{WLE-AD-ES\|ES530040}} · {{Object location dec\|39.837325\|2.995793\|region:ES-IB_type:landmark_source:cawiki}} · [[Categoria:Protected areas of the Balearic Islands]]                                    |
| Cova de Cornavaques                | Lloc d'Interès Científic 2007                                                   | Reserva natural especial Serra de Tramuntana, LIC Costa Brava de Tramuntana, ZEPA Costa Brava de Mallorca |           | Pollença Mallorca 39° 54′ 48″ N, 3° 01′ 19″ E / 39.913259°N,3.021828°E             | ES530051 | {{ca\|Cova de Cornavaques}} · {{WLE-AD-ES\|ES530051}} · {{Object location dec\|39.913259\|3.021828\|region:ES-IB_type:landmark_source:cawiki}} · [[Categoria:Protected areas of the Balearic Islands]]                                 |
| Cova de les Meravelles             | Lloc d'Interès Científic 2007                                                   | Paratge Natural de la Serra de Tramuntana, LIC Cova de les Meravelles, ZEPA d'Alfàbia a Biniarroi         |           | Bunyola Mallorca 39° 45′ 04″ N, 2° 46′ 58″ E / 39.751104°N,2.782838°E              | ES530038 | {{ca\|Cova de les Meravelles}} · {{WLE-AD-ES\|ES530038}} · {{Object location dec\|39.751104\|2.782838\|region:ES-IB_type:landmark_source:cawiki}} · [[Categoria:Protected areas of the Balearic Islands]]                              |
| Cova de Moleta                     | Lloc d'Interès Científic 2007                                                   | Paratge Natural de la Serra de Tramuntana, ZEPA Muleta                                                    |           | Sóller Mallorca 39° 46′ 55″ N, 2° 40′ 03″ E / 39.782024°N,2.667575°E               | ES530063 | {{ca\|Cova de Moleta}} · {{WLE-AD-ES\|ES530063}} · {{Object location dec\|39.782024\|2.667575\|region:ES-IB_type:landmark_source:cawiki}} · [[Categoria:Protected areas of the Balearic Islands]]                                      |
| Cova de sa Font de ses Artigues    | Lloc d'Interès Científic 2007                                                   | Paratge Natural de la Serra de Tramuntana, ZEPA d'Alfàbia a Biniarroi                                     |           | Alaró Mallorca 39° 42′ 51″ N, 2° 46′ 47″ E / 39.714239°N,2.779799°E                | ES530046 | {{ca\|Cova de sa Font de ses Artigues}} · {{WLE-AD-ES\|ES530046}} · {{Object location dec\|39.714239\|2.779799\|region:ES-IB_type:landmark_source:cawiki}} · [[Categoria:Protected areas of the Balearic Islands]]                     |
| Cova del Boc                       | Lloc d'Interès Científic 2007                                                   | Paratge Natural de la Serra de Tramuntana, LIC Muntanyes de Pollença                                      |           | Pollença Mallorca 39° 50′ 41″ N, 2° 59′ 10″ E / 39.844781°N,2.986102°E             | ES530070 | {{ca\|Cova del Boc}} · {{WLE-AD-ES\|ES530070}} · {{Object location dec\|39.844781\|2.986102\|region:ES-IB_type:landmark_source:cawiki}} · [[Categoria:Protected areas of the Balearic Islands]]                                        |
| Cova des Bufador des Solleric      | Lloc d'Interès Científic 2007                                                   | Paratge Natural de la Serra de Tramuntana, LIC Cova des Bufador des Solleric, ZEPA d'Alfàbia a Biniarroi  |           | Alaró Mallorca 39° 45′ 02″ N, 2° 47′ 51″ E / 39.750503°N,2.797545°E                | ES530037 | {{ca\|Cova des Bufador des Solleric}} · {{WLE-AD-ES\|ES530037}} · {{Object location dec\|39.750503\|2.797545\|region:ES-IB_type:landmark_source:cawiki}} · [[Categoria:Protected areas of the Balearic Islands]]                       |
| Cova des Corral des Porcs          | Lloc d'Interès Científic 2007                                                   | Paratge Natural de la Serra de Tramuntana, LIC Cova des Corral des Porcs, ZEPA d'Alfàbia a Biniarroi      |           | Lloseta Mallorca 39° 43′ 21″ N, 2° 51′ 40″ E / 39.722382°N,2.8611°E                | ES530039 | {{ca\|Cova des Corral des Porcs}} · {{WLE-AD-ES\|ES530039}} · {{Object location dec\|39.722382\|2.8611\|region:ES-IB_type:landmark_source:cawiki}} · [[Categoria:Protected areas of the Balearic Islands]]                             |
| Cova des Mirador de s'Entreforc    | Lloc d'Interès Científic 2007                                                   | Reserva natural especial Serra de Tramuntana, LIC Costa Brava de Tramuntana, ZEPA Costa Brava de Mallorca |           | Escorca Mallorca 39° 49′ 45″ N, 2° 50′ 15″ E / 39.829051°N,2.837415°E              | ES530066 | {{ca\|Cova des Mirador de s'Entreforc}} · {{WLE-AD-ES\|ES530066}} · {{Object location dec\|39.829051\|2.837415\|region:ES-IB_type:landmark_source:cawiki}} · [[Categoria:Protected areas of the Balearic Islands]]                     |
| Cova des Rovell                    | Lloc d'Interès Científic 2007                                                   | Paratge Natural de la Serra de Tramuntana, LIC Costa Brava de Tramuntana, ZEPA Costa Brava de Mallorca    |           | Escorca Mallorca 39° 52′ 10″ N, 2° 53′ 29″ E / 39.869554°N,2.891382°E              | ES530062 | {{ca\|Cova des Rovell}} · {{WLE-AD-ES\|ES530062}} · {{Object location dec\|39.869554\|2.891382\|region:ES-IB_type:landmark_source:cawiki}} · [[Categoria:Protected areas of the Balearic Islands]]                                     |
| Cova des Torrent de Cúber          | Lloc d'Interès Científic 2007                                                   | Paratge Natural de la Serra de Tramuntana, LIC i ZEPA Cimals de la Serra                                  |           | Escorca Mallorca 39° 46′ 39″ N, 2° 47′ 56″ E / 39.77737°N,2.798965°E               | ES530047 | {{ca\|Cova des Torrent de Cúber}} · {{WLE-AD-ES\|ES530047}} · {{Object location dec\|39.77737\|2.798965\|region:ES-IB_type:landmark_source:cawiki}} · [[Categoria:Protected areas of the Balearic Islands]]                            |
| Cova Morella                       | Lloc d'Interès Científic 2007                                                   | Paratge Natural de la Serra de Tramuntana, LIC Cova Morella                                               |           | Pollença Mallorca 39° 50′ 40″ N, 2° 59′ 02″ E / 39.844396°N,2.98392°E              | ES530041 | {{ca\|Cova Morella}} · {{WLE-AD-ES\|ES530041}} · {{Object location dec\|39.844396\|2.98392\|region:ES-IB_type:landmark_source:cawiki}} · [[Categoria:Protected areas of the Balearic Islands]]                                         |
| Es Bufador de Son Berenguer        | Lloc d'Interès Científic 2007                                                   | Paratge Natural de la Serra de Tramuntana, LIC Es Bufador de Son Berenguer, ZEPA d'Alfàbia a Biniarroi    |           | Santa Maria del Camí Mallorca 39° 40′ 55″ N, 2° 45′ 58″ E / 39.68204°N,2.766131°E  | ES530042 | {{ca\|Es Bufador de Son Berenguer}} · {{WLE-AD-ES\|ES530042}} · {{Object location dec\|39.68204\|2.766131\|region:ES-IB_type:landmark_source:cawiki}} · [[Categoria:Cova des Bufador de Son Berenguer]]                                |
| Font d'Algaret                     | Lloc d'Interès Científic 2007                                                   | Paratge Natural de la Serra de Tramuntana                                                                 |           | Pollença Mallorca 39° 53′ 41″ N, 3° 00′ 03″ E / 39.894693°N,3.000755°E             | ES530048 | {{ca\|Font d'Algaret}} · {{WLE-AD-ES\|ES530048}} · {{Object location dec\|39.894693\|3.000755\|region:ES-IB_type:landmark_source:cawiki}} · [[Categoria:Protected areas of the Balearic Islands]]                                      |
| Font de Baix                       | Lloc d'Interès Científic 2007                                                   | Paratge Natural de la Serra de Tramuntana, LIC i ZEPA Cimals de la Serra                                  |           | Escorca Mallorca 39° 46′ 40″ N, 2° 48′ 01″ E / 39.777648°N,2.800237°E              | ES530097 | {{ca\|Font de Baix}} · {{WLE-AD-ES\|ES530097}} · {{Object location dec\|39.777648\|2.800237\|region:ES-IB_type:landmark_source:cawiki}} · [[Categoria:Protected areas of the Balearic Islands]]                                        |
| Font de Bàlitx                     | Lloc d'Interès Científic 2007                                                   | Paratge Natural de la Serra de Tramuntana, LIC i ZEPA Sa Costera                                          |           | Sóller Mallorca 39° 48′ 19″ N, 2° 43′ 58″ E / 39.805352°N,2.732745°E               | ES530091 | {{ca\|Font de Bàlitx}} · {{WLE-AD-ES\|ES530091}} · {{Object location dec\|39.805352\|2.732745\|region:ES-IB_type:landmark_source:cawiki}} · [[Categoria:Protected areas of the Balearic Islands]]                                      |
| Font de Bini Gran                  | Lloc d'Interès Científic 2007                                                   | Paratge Natural de la Serra de Tramuntana                                                                 |           | Escorca Mallorca 39° 49′ 09″ N, 2° 46′ 57″ E / 39.819174°N,2.782505°E              | ES530088 | {{ca\|Font de Bini Gran}} · {{WLE-AD-ES\|ES530088}} · {{Object location dec\|39.819174\|2.782505\|region:ES-IB_type:landmark_source:cawiki}} · [[Categoria:Protected areas of the Balearic Islands]]                                   |
| Font de Coma Freda                 | Lloc d'Interès Científic 2007                                                   | Paratge Natural de la Serra de Tramuntana                                                                 |           | Escorca Mallorca 39° 48′ 27″ N, 2° 52′ 47″ E / 39.807543°N,2.879783°E              | ES530083 | {{ca\|Font de Coma Freda}} · {{WLE-AD-ES\|ES530083}} · {{Object location dec\|39.807543\|2.879783\|region:ES-IB_type:landmark_source:cawiki}} · [[Categoria:Protected areas of the Balearic Islands]]                                  |
| Font de sa Balma                   | Lloc d'Interès Científic 2007                                                   | Paratge Natural de la Serra de Tramuntana                                                                 |           | Escorca Mallorca 39° 49′ 13″ N, 2° 47′ 34″ E / 39.82032°N,2.792766°E               | ES530087 | {{ca\|Font de sa Balma}} · {{WLE-AD-ES\|ES530087}} · {{Object location dec\|39.82032\|2.792766\|region:ES-IB_type:landmark_source:cawiki}} · [[Categoria:Protected areas of the Balearic Islands]]                                     |
| Font de sa Canaleta                | Lloc d'Interès Científic 2007                                                   | Paratge Natural de la Serra de Tramuntana                                                                 |           | Bunyola Mallorca 39° 43′ 49″ N, 2° 44′ 17″ E / 39.730284°N,2.737974°E              | ES530076 | {{ca\|Font de sa Canaleta}} · {{WLE-AD-ES\|ES530076}} · {{Object location dec\|39.730284\|2.737974\|region:ES-IB_type:landmark_source:cawiki}} · [[Categoria:Protected areas of the Balearic Islands]]                                 |
| Font de sa Fàbrica                 | Lloc d'Interès Científic 2007                                                   | Reserva natural especial Serra de Tramuntana, LIC Bàlitx                                                  |           | Escorca Mallorca 39° 49′ 44″ N, 2° 45′ 20″ E / 39.829002°N,2.755641°E              | ES530093 | {{ca\|Font de sa Fàbrica}} · {{WLE-AD-ES\|ES530093}} · {{Object location dec\|39.829002\|2.755641\|region:ES-IB_type:landmark_source:cawiki}} · [[Categoria:Protected areas of the Balearic Islands]]                                  |
| Font de sa Mata                    | Lloc d'Interès Científic 2007                                                   | Reserva natural especial Serra de Tramuntana                                                              |           | Escorca Mallorca 39° 49′ 43″ N, 2° 48′ 54″ E / 39.828626°N,2.814892°E              | ES530095 | {{ca\|Font de sa Mata}} · {{WLE-AD-ES\|ES530095}} · {{Object location dec\|39.828626\|2.814892\|region:ES-IB_type:landmark_source:cawiki}} · [[Categoria:Protected areas of the Balearic Islands]]                                     |
| Font de sa Teula                   | Lloc d'Interès Científic 2007                                                   | Paratge Natural de la Serra de Tramuntana, LIC i ZEPA Cimals de la Serra                                  |           | Escorca Mallorca 39° 48′ 29″ N, 2° 52′ 12″ E / 39.807967°N,2.870136°E              | ES530082 | {{ca\|Font de sa Teula}} · {{WLE-AD-ES\|ES530082}} · {{Object location dec\|39.807967\|2.870136\|region:ES-IB_type:landmark_source:cawiki}} · [[Categoria:Protected areas of the Balearic Islands]]                                    |
| Font de s'Aritja                   | Lloc d'Interès Científic 2007                                                   | Paratge Natural de la Serra de Tramuntana, LIC i ZEPA Cimals de la Serra                                  |           | Escorca Mallorca 39° 46′ 08″ N, 2° 46′ 10″ E / 39.768952°N,2.76958°E               | ES530078 | {{ca\|Font de s'Aritja}} · {{WLE-AD-ES\|ES530078}} · {{Object location dec\|39.768952\|2.76958\|region:ES-IB_type:landmark_source:cawiki}} · [[Categoria:Protected areas of the Balearic Islands]]                                     |
| Font de s'Olla                     | Lloc d'Interès Científic 2007                                                   | Paratge Natural de la Serra de Tramuntana                                                                 |           | Sóller Mallorca 39° 45′ 26″ N, 2° 42′ 43″ E / 39.757305°N,2.711868°E               | ES530073 | {{ca\|Font de s'Olla}} · {{WLE-AD-ES\|ES530073}} · {{Object location dec\|39.757305\|2.711868\|region:ES-IB_type:landmark_source:cawiki}} · [[Categoria:Protected areas of the Balearic Islands]]                                      |
| Font de Son Amer                   | Lloc d'Interès Científic 2007                                                   | Paratge Natural de la Serra de Tramuntana                                                                 |           | Escorca Mallorca 39° 49′ 04″ N, 2° 53′ 44″ E / 39.81765°N,2.89563°E                | ES530081 | {{ca\|Font de Son Amer}} · {{WLE-AD-ES\|ES530081}} · {{Object location dec\|39.81765\|2.89563\|region:ES-IB_type:landmark_source:cawiki}} · [[Categoria:Protected areas of the Balearic Islands]]                                      |
| Font del Poll                      | Lloc d'Interès Científic 2007                                                   | Paratge Natural de la Serra de Tramuntana, LIC Muntanyes de Pollença                                      |           | Pollença Mallorca 39° 51′ 15″ N, 2° 58′ 00″ E / 39.854167°N,2.966765°E             | ES530086 | {{ca\|Font del Poll}} · {{WLE-AD-ES\|ES530086}} · {{Object location dec\|39.854167\|2.966765\|region:ES-IB_type:landmark_source:cawiki}} · [[Categoria:Protected areas of the Balearic Islands]]                                       |
| Font d'en Mig                      | Lloc d'Interès Científic 2007                                                   | Paratge Natural de la Serra de Tramuntana, LIC i ZEPA Cimals de la Serra                                  |           | Escorca Mallorca 39° 46′ 53″ N, 2° 48′ 07″ E / 39.781288°N,2.801915°E              | ES530098 | {{ca\|Font d'en Mig}} · {{WLE-AD-ES\|ES530098}} · {{Object location dec\|39.781288\|2.801915\|region:ES-IB_type:landmark_source:cawiki}} · [[Categoria:Protected areas of the Balearic Islands]]                                       |
| Font des Guix                      | Lloc d'Interès Científic 2007                                                   | Paratge Natural de la Serra de Tramuntana                                                                 |           | Escorca Mallorca 39° 48′ 33″ N, 2° 53′ 34″ E / 39.809232°N,2.892886°E              | ES530085 | {{ca\|Font des Guix}} · {{WLE-AD-ES\|ES530085}} · {{Object location dec\|39.809232\|2.892886\|region:ES-IB_type:landmark_source:cawiki}} · [[Categoria:Protected areas of the Balearic Islands]]                                       |
| Font des Joncs                     | Lloc d'Interès Científic 2007                                                   | Paratge Natural de la Serra de Tramuntana                                                                 |           | Escorca Mallorca 39° 48′ 57″ N, 2° 46′ 32″ E / 39.815898°N,2.77564°E               | ES530090 | {{ca\|Font des Joncs}} · {{WLE-AD-ES\|ES530090}} · {{Object location dec\|39.815898\|2.77564\|region:ES-IB_type:landmark_source:cawiki}} · [[Categoria:Protected areas of the Balearic Islands]]                                       |
| Font des Noguer                    | Lloc d'Interès Científic 2007                                                   | Paratge Natural de la Serra de Tramuntana, LIC i ZEPA Cimals de la Serra                                  |           | Escorca Mallorca 39° 47′ 16″ N, 2° 48′ 02″ E / 39.787878°N,2.800507°E              | ES530094 | {{ca\|Font des Noguer}} · {{WLE-AD-ES\|ES530094}} · {{Object location dec\|39.787878\|2.800507\|region:ES-IB_type:landmark_source:cawiki}} · [[Categoria:Protected areas of the Balearic Islands]]                                     |
| Font des Patró Lau                 | Lloc d'Interès Científic 2007                                                   | Paratge Natural de la Serra de Tramuntana                                                                 |           | Sóller Mallorca 39° 46′ 02″ N, 2° 44′ 32″ E / 39.767325°N,2.742158°E               | ES530049 | {{ca\|Font des Patró Lau}} · {{WLE-AD-ES\|ES530049}} · {{Object location dec\|39.767325\|2.742158\|region:ES-IB_type:landmark_source:cawiki}} · [[Categoria:Protected areas of the Balearic Islands]]                                  |
| Font des Prat                      | Lloc d'Interès Científic 2007                                                   | Paratge Natural de la Serra de Tramuntana, LIC i ZEPA Cimals de la Serra                                  |           | Escorca Mallorca 39° 47′ 21″ N, 2° 49′ 51″ E / 39.789135°N,2.830871°E              | ES530053 | {{ca\|Font des Prat}} · {{WLE-AD-ES\|ES530053}} · {{Object location dec\|39.789135\|2.830871\|region:ES-IB_type:landmark_source:cawiki}} · [[Categoria:Protected areas of the Balearic Islands]]                                       |
| Font des Verger                    | Lloc d'Interès Científic 2007                                                   | Paratge Natural de la Serra de Tramuntana                                                                 |           | Sóller Mallorca 39° 46′ 02″ N, 2° 45′ 34″ E / 39.767272°N,2.759322°E               | ES530050 | {{ca\|Font des Verger}} · {{WLE-AD-ES\|ES530050}} · {{Object location dec\|39.767272\|2.759322\|region:ES-IB_type:landmark_source:cawiki}} · [[Categoria:Protected areas of the Balearic Islands]]                                     |
| Font d'Escorca                     | Lloc d'Interès Científic 2007                                                   | Paratge Natural de la Serra de Tramuntana                                                                 |           | Escorca Mallorca 39° 49′ 26″ N, 2° 50′ 54″ E / 39.823772°N,2.84822°E               | ES530084 | {{ca\|Font d'Escorca}} · {{WLE-AD-ES\|ES530084}} · {{Object location dec\|39.823772\|2.84822\|region:ES-IB_type:landmark_source:cawiki}} · [[Categoria:Protected areas of the Balearic Islands]]                                       |
| Font Major                         | Lloc d'Interès Científic 2007                                                   | Paratge Natural de la Serra de Tramuntana                                                                 |           | Esporles Mallorca 39° 40′ 03″ N, 2° 33′ 31″ E / 39.667629°N,2.558536°E             | ES530071 | {{ca\|Font Major}} · {{WLE-AD-ES\|ES530071}} · {{Object location dec\|39.667629\|2.558536\|region:ES-IB_type:landmark_source:cawiki}} · [[Categoria:Protected areas of the Balearic Islands]]                                          |
| Font Negra                         | Lloc d'Interès Científic 2007                                                   | Paratge Natural de la Serra de Tramuntana                                                                 |           | Escorca Mallorca 39° 49′ 05″ N, 2° 47′ 00″ E / 39.817971°N,2.783406°E              | ES530089 | {{ca\|Font Negra}} · {{WLE-AD-ES\|ES530089}} · {{Object location dec\|39.817971\|2.783406\|region:ES-IB_type:landmark_source:cawiki}} · [[Categoria:Protected areas of the Balearic Islands]]                                          |
| Font Rotja                         | Lloc d'Interès Científic 2007                                                   | Paratge Natural de la Serra de Tramuntana, LIC i ZEPA Sa Costera                                          |           | Fornalutx Mallorca 39° 48′ 42″ N, 2° 44′ 14″ E / 39.811742°N,2.737333°E            | ES530092 | {{ca\|Font Rotja}} · {{WLE-AD-ES\|ES530092}} · {{Object location dec\|39.811742\|2.737333\|region:ES-IB_type:landmark_source:cawiki}} · [[Categoria:Protected areas of the Balearic Islands]]                                          |
| Font Viva                          | Lloc d'Interès Científic 2007                                                   | Paratge Natural de la Serra de Tramuntana                                                                 |           | Valldemossa Mallorca 39° 42′ 56″ N, 2° 35′ 38″ E / 39.715691°N,2.593791°E          | ES530072 | {{ca\|Font Viva}} · {{WLE-AD-ES\|ES530072}} · {{Object location dec\|39.715691\|2.593791\|region:ES-IB_type:landmark_source:cawiki}} · [[Categoria:Protected areas of the Balearic Islands]]                                           |
| Fonts de s'Hort de Solleric        | Lloc d'Interès Científic 2007                                                   | Paratge Natural de la Serra de Tramuntana, ZEPA d'Alfàbia a Biniarroi                                     |           | Bunyola Mallorca 39° 44′ 36″ N, 2° 47′ 42″ E / 39.743209°N,2.794911°E              | ES530077 | {{ca\|Fonts de s'Hort de Solleric}} · {{WLE-AD-ES\|ES530077}} · {{Object location dec\|39.743209\|2.794911\|region:ES-IB_type:landmark_source:cawiki}} · [[Categoria:Protected areas of the Balearic Islands]]                         |
| Forat dels Amics                   | Lloc d'Interès Científic 2007                                                   | Paratge Natural de la Serra de Tramuntana, LIC i ZEPA Cimals de la Serra                                  |           | Escorca Mallorca 39° 48′ 24″ N, 2° 50′ 55″ E / 39.806668°N,2.848587°E              | ES530055 | {{ca\|Forat dels Amics}} · {{WLE-AD-ES\|ES530055}} · {{Object location dec\|39.806668\|2.848587\|region:ES-IB_type:landmark_source:cawiki}} · [[Categoria:Protected areas of the Balearic Islands]]                                    |
| Na Gareta                          | Lloc d'Interès Científic 2007                                                   | Paratge Natural de la Serra de Tramuntana                                                                 |           | Sóller Mallorca 39° 45′ 28″ N, 2° 42′ 17″ E / 39.757794°N,2.704679°E               | ES530074 | {{ca\|Na Gareta}} · {{WLE-AD-ES\|ES530074}} · {{Object location dec\|39.757794\|2.704679\|region:ES-IB_type:landmark_source:cawiki}} · [[Categoria:Protected areas of the Balearic Islands]]                                           |
| Na Lladonera                       | Lloc d'Interès Científic 2007                                                   | Paratge Natural de la Serra de Tramuntana                                                                 |           | Sóller Mallorca 39° 45′ 27″ N, 2° 42′ 46″ E / 39.757434°N,2.712835°E               | ES530075 | {{ca\|Na Lladonera}} · {{WLE-AD-ES\|ES530075}} · {{Object location dec\|39.757434\|2.712835\|region:ES-IB_type:landmark_source:cawiki}} · [[Categoria:Protected areas of the Balearic Islands]]                                        |
| Turixant de Dalt                   | Lloc d'Interès Científic 2007                                                   | Paratge Natural de la Serra de Tramuntana                                                                 |           | Escorca Mallorca 39° 48′ 38″ N, 2° 49′ 13″ E / 39.81062°N,2.820371°E               | ES530096 | {{ca\|Turixant de Dalt}} · {{WLE-AD-ES\|ES530096}} · {{Object location dec\|39.81062\|2.820371\|region:ES-IB_type:landmark_source:cawiki}} · [[Categoria:Protected areas of the Balearic Islands]]                                     |

## Menorca
| Nom                               | Protecció            | Conjunt protegit                                                   | Àrea (ha) | Localització                                                    | Codi     | Imatge |
| --------------------------------- | -------------------- | ------------------------------------------------------------------ | --------- | --------------------------------------------------------------- | -------- | --- |
| S'Albufera des Grau               | Parc Natural 1995    | LIC i ZEPA s'Albufera des Grau, LIC i ZEPA d'Addaia a s'Albufera   | 5.206,62  | Maó Menorca 39° 58′ 35″ N, 4° 14′ 23″ E / 39.97638°N,4.239637°E | ES530004 | {{ca\|S'Albufera des Grau}} · {{WLE-AD-ES\|ES530004}} · {{Object location dec\|39.97638\|4.239637\|region:ES-IB_type:forest_dim:10600_source:cawiki}} · [[Categoria:Parc Natural de s'Albufera des Grau]] |
| Bassa de Morella                  | Reserva Natural 2003 | Parc Natural s'Albufera des Grau, LIC i ZEPA d'Addaia a s'Albufera | 7,22      | Maó Menorca 39° 59′ 15″ N, 4° 15′ 12″ E / 39.9875°N,4.2533°E    | ES530028 | {{ca\|Bassa de Morella}} · {{WLE-AD-ES\|ES530028}} · {{Object location dec\|39.9875\|4.2533\|region:ES-IB_type:waterbody_dim:500_source:cawiki}} · [[Categoria:Protected areas of the Balearic Islands]]  |
| Es Prat                           | Reserva Natural 2003 | Parc Natural, LIC i ZEPA s'Albufera des Grau                       | 27,83     | Maó Menorca 39° 57′ 05″ N, 4° 14′ 42″ E / 39.9513°N,4.2451°E    | ES530029 | {{ca\|Es Prat}} · {{WLE-AD-ES\|ES530029}} · {{Object location dec\|39.9513\|4.2451\|region:ES-IB_type:waterbody_dim:1000_source:cawiki}} · [[Categoria:Protected areas of the Balearic Islands]]          |
| Illa d'en Colom                   | Reserva Natural 2003 | Parc Natural, LIC i ZEPA s'Albufera des Grau                       | 55,72     | Maó Menorca 39° 57′ 39″ N, 4° 16′ 39″ E / 39.9607°N,4.2776°E    | ES530030 | {{ca\|Illa d'en Colom}} · {{WLE-AD-ES\|ES530030}} · {{Object location dec\|39.9607\|4.2776\|region:ES-IB_type:isle_dim:1500_source:cawiki}} · [[Categoria:Illa d'en Colom]]                               |
| Illes des Porros o illes d'Addaia | Reserva Natural 2003 | Parc Natural s'Albufera des Grau, LIC i ZEPA d'Addaia a s'Albufera | 12,71     | Maó Menorca 40° 00′ 59″ N, 4° 12′ 34″ E / 40.0163°N,4.2094°E    | ES530031 | {{ca\|Illes des Porros}} · {{WLE-AD-ES\|ES530031}} · {{Object location dec\|40.0163\|4.2094\|region:ES-IB_type:isle_dim:1200_source:cawiki}} · [[Categoria:Illes d'Addaia]]                               |
| S'Estany                          | Reserva Natural 2003 | Parc Natural s'Albufera des Grau, LIC i ZEPA d'Addaia a s'Albufera | 13,67     | Maó Menorca 40° 00′ 32″ N, 4° 12′ 23″ E / 40.0088°N,4.2064°E    | ES530032 | {{ca\|S'Estany}} · {{WLE-AD-ES\|ES530032}} · {{Object location dec\|40.0088\|4.2064\|region:ES-IB_type:forest_dim:800_source:cawiki}} · [[Categoria:Protected areas of the Balearic Islands]]             |